# Вікуловське сільське поселення
Ві́куловське сільське поселення (рос. Викуловское сельское поселение) — муніципальне утворення у складі Вікуловського району Тюменської області, Росія.
Адміністративний центр — село Вікулово.

## Населення
Населення — 7385 осіб (2020; 7362 у 2018, 7242 у 2010, 7251 у 2002).

## Склад
До складу поселення входять такі населені пункти:
| Населений пункт | Населення, осіб (2002) | Населення, осіб (2010) |
| --------------- | ---------------------- | ---------------------- |
| Вікулово, село  | 6997                   | 6995                   |
| Чебаклей, село  | 254                    | 247                    |